# Adolfo Orrù
Adolfo Orrù (Sassari, 20 novembre 1909 – Roma, 29 novembre 1995) è stato un incisore, pittore e scultore italiano.

## Biografia
Orrù Adolfo, nato a Sassari il 20 novembre 1909, fu xilografo, pittore e scultore. Seguì un corso di studi classico, terminato con il conseguimento della Laurea in Giurisprudenza presso l'Università di Sassari. Formatosi frequentando la cerchia di artisti sassaresi, si avvicinò all'incisione nel 1934. Maturò così un gusto per la linea sinuosa, creando alcune composizioni con figure graficamente molto accattivanti e ben congegnate, ammiccanti a certe grafiche presenti nelle tavole illustrate di pubblicazioni per ragazzi come Il Corrierino dei Piccoli: i suoi soggetti ispiratori furono forniti dalla Sardegna con i suoi paesaggi e il suo popolo, l'etnografismo e la quotidianità arcaica dei gesti della vita semplice delle campagne, trasposti però in stilizzate composizioni, coloratissime a volte, sempre comunque di tonalità brillanti. Partecipò ai Littorali dell'arte (1934-1936), alle sindacali sarde (dal 1934), alla Mostra dell'Arte Coloniale tenutasi a Napoli nel 1935. Partecipò a mostre nazionali nelle principali città italiane come Bologna, Firenze alla II Quadriennale di Roma, alla XX Biennale di Venezia ed all'internazionale della xilografia a Varsavia (1936).
Si trasferì a Roma nel 1945, momento in cui la Capitale dell'Italia liberata era fervente di nuovi stimoli anche nel mondo artistico e col tempo nella Città Eterna riuscì ad affermarsi. Sempre nel 1945 sposa la moglie Pia Mura. Il 16 novembre 1964 entra a far parte dell'Accademia Tiberina (fondata nel 1813 con lo scopo di promuovere e valorizzare il patrimonio culturale). Nell'ultimo periodo della sua attività artistica si dedicò all'arte sacra, partecipando all'Esposizione Nazionale d'Arte dell'Anno Santo 1965 e all'esposizione nazionale d'arte dell'Anno Santo 1975. Collezioni pubbliche e private possiedono suoi lavori. Il 2 giugno 1971 ha ricevuto l'onorificenza di Cavaliere dell'Ordine " Al Merito della Repubblica Italiana". Adolfo Orrù morì a Roma il 29 novembre 1995.

## Scrivono di lui
È un artista sardo, che dopo aver lavorato solo nel silenzio del suo Atelier, si è imposto rapidamente alla stima dei suoi compatrioti per alcuni lavori di genere molto vari presentati a diverse esposizioni. La pittura, il pastello, il disegno, la stessa ceramica ed infine l'incisione sul legno sono tutti i modi d'espressione che lui usa con un reale talento per comunicare le reali osservazioni di uno spirito sensibile. 
"La Sosta" è una xilografia, dal punto di vista tecnico noi abbiamo notato che l'assenza di ogni insegnante e di ogni illuminante influenza, non ha assolutamente nociuto alla qualità di questo studio. Un'eccellente distribuzione delle luci e delle ombre individua le forme senza dare durezza all'insieme. Il tratto e la prospettiva corretti testimoniano la sua coscienza e la sua abilità; quanto all'aspetto spirituale del suo talento l'insieme della sua produzione ne prova la flessibilità. L'impegno di esprimere con rilievo un'atmosfera locale circondando spesso dei soggetti precisi, l'analisi del carattere dei suoi ritratti o l'evocazione commovente dei più puri sentimenti umani come l'amore materno furono tra gli altri, le virtù essenziali che hanno contribuito al suo successo. (bibliografia 1)
Incisioni principali:
- "il ballo sardo"
- "la messa"
- "portatrici d'acqua"
- "cappuccini"
- "Sosta"
- "Brutta Giornata"
- "Pane domestico".